# Elisabeth Alexandrine de Württemberg
Ducesa Elisabeth Alexandrine Constance de Württemberg (27 februarie 1802 – 5 decembrie 1864) a fost fiica lui Louis de Württemberg și a Prințesei Henriette de Nassau-Weilburg. Prin căsătoria cu Prințul Wilhelm de Baden, ea a deveniy Prințesă de Baden.

## Familie

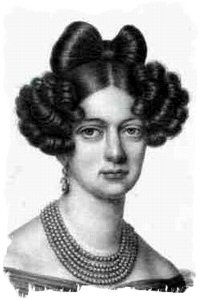
Elisabeth la 18 ani.

Elisabeth a fost unul din cei cinci copii ai Ducelui Louis de Württemberg și ai celei de-a doua soții, Henriette de Nassau-Weilburg. Frații ei au fost: Maria Dorothea, Arhiducesă de Austria, Amelia, Ducesă de Saxa-Altenberg, Pauline, regină de Württemberg și Ducele Alexandru de Württemberg (fondatorul ramurei Teck a familiei).
Bunicii paterni ai Elisabetei au fost: Frederic al II-lea Eugene, Duce de Württemberg și Friederike Dorothea de Brandenburg-Schwedt.
Bunicii materni au fost Karl Christian, Prinț de Nassau-Weilburg și Prințesa Carolina de Orania-Nassau, o fiică a lui Willem al IV-lea, Prinț de Orania.

## Căsătorie și copii
Elisabeth s-a căsătorit cu Prințul Wilhelm de Baden la 16 octombrie 1830. Cu zece ani mai mare decât ea, el era al doilea fiu al lui Karl Frederic, Mare Duce de Baden și a celei de-a doua soții Luise Karoline Geyer von Geyersberg. Din cauza poziției inferioare a mamei sale, Wilhelm nu a deținut drepturi de succesiune pentru un timp asupra Marelui Ducat de Baden (până la succesiunea fratelui său mai mare). 
Elisabeta și Wilhelm au avut patru copii:
- Wilhelmine Pauline Henriette Amalie Louise (7 mai 1833 — 7 august 1834).
- Sophie Pauline Henriette Amalie Louise (7 august 1834 — 6 aprilie 1904), căsătorită cu Woldemar, Prinț de Lippe la 9 noiembrie 1858.
- Pauline Sophie Elisabeth Marie (18 decembrie 1835 — 15 mai 1891).
- Leopoldine Wilhelmine Pauline Amalie Maximiliane (22 februarie 1837 — 23 decembrie 1913), căsătorită cu Hermann al VI-lea, Prinț de Hohenlohe-Langenburg la 24 septembrie 1862. Ea a fost mama lui Ernst al II-lea, Prinț de Hohenlohe-Langenburg.